# 拉吉斯拉夫·阿达麦茨
拉吉斯拉夫·阿达麦茨（捷克語：Ladislav Adamec；1926年9月10日—2007年4月14日），捷克斯洛伐克共产党最后一任最高领导人（就任时捷共已丧失政权），曾先后担任捷克斯洛伐克总理、捷克斯洛伐克共产党主席。

## 生平
1926年，出生于诺维伊钦县。
1942年，在弗伦什塔特当临时工。
1945年，在商业专科学校学习。
1946年，入党。
1956年，任弗伦什塔特县人民委员会主席。
1960年，任俄斯特拉发州计划委员会主席。
1988年，任捷克斯洛伐克总理。
1989年12月20日，任捷克斯洛伐克共产党主席。
2007年，去世。

## 奖项
- 共和国勋章（1986年6月25日）[3]
- 胜利的二月勋章（1976年7月25日）[4]
- 劳动勋章（1973年2月19日）[5]